# Keratoisis wrighti
Keratoisis wrighti är en korallart som först beskrevs av Nutting 1910.  Keratoisis wrighti ingår i släktet Keratoisis och familjen Isididae. Inga underarter finns listade i Catalogue of Life.